# Aneflomorpha exilis
Aneflomorpha exilis är en skalbaggsart som beskrevs av Chemsak och Noguera 2005. Aneflomorpha exilis ingår i släktet Aneflomorpha och familjen långhorningar. Inga underarter finns listade i Catalogue of Life.